# Кузнецово (Огарковское сельское поселение)

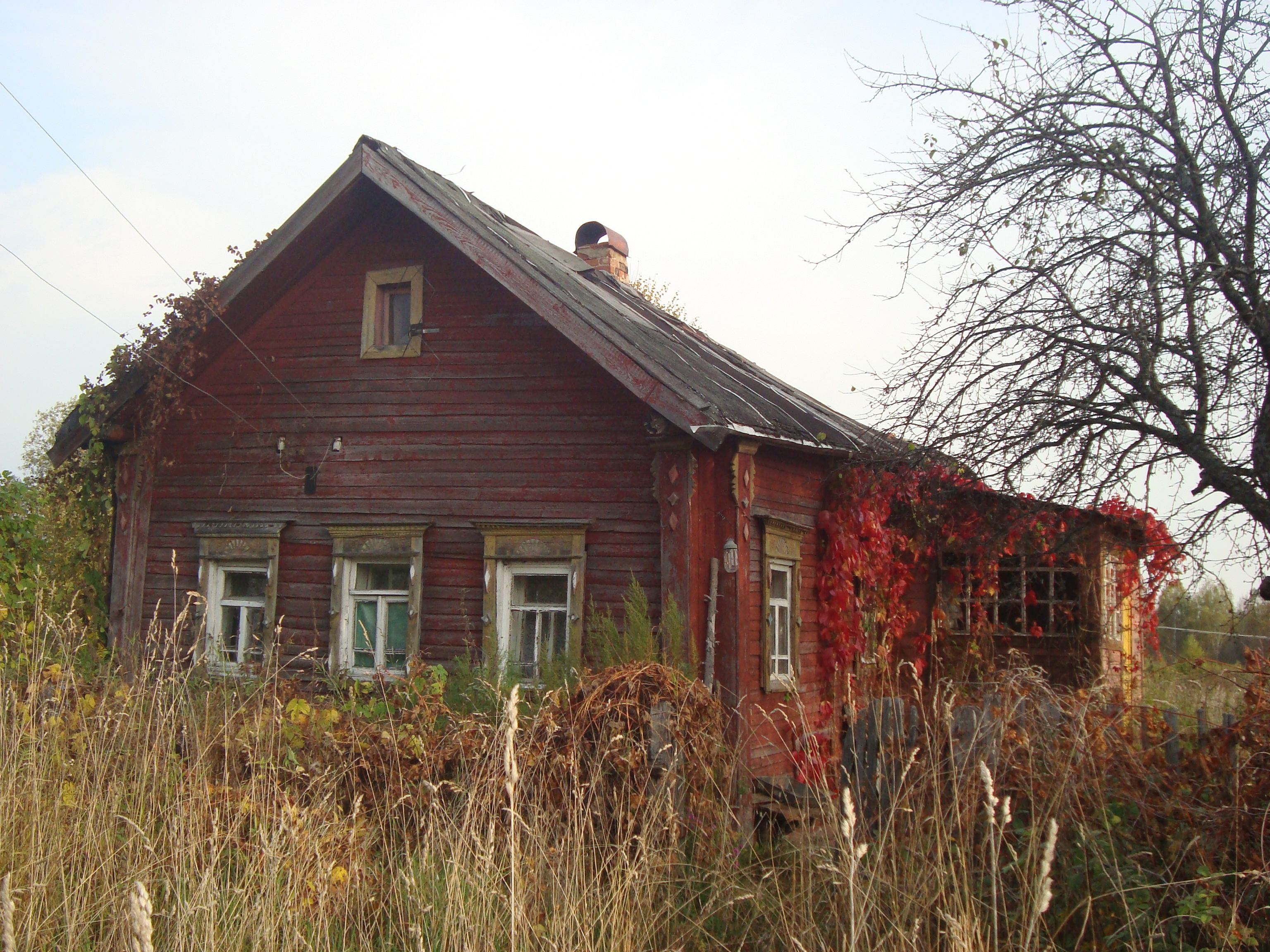
Дом расположенный в деревне.

Кузнецово — деревня Огарковского сельского поселения Рыбинского района Ярославской области.
Деревня расположена примерно в 6 км к юго-востоку от федеральной автомобильной дороге Р104 на участке Рыбинск — Пошехонье. Просёлочная дорога, начинающаяся в стоящей на этой трассе деревне Милюшино, через деревню Старово следует до Кузнецово. В заболоченной местности к северу от Кузнецова берёт начало река Воля.
Почтовое отделение, расположенное в Милюшино, обслуживает в деревне 17 домов.

## Население
| 2007 | 2010 |
| ---- | ---- |
| 7    | ↘2   |